# Gertrude Steinová
Gertrude Steinová (3. února 1874 Allegheny, Pensylvánie, USA – 27. července 1946 Neuilly-sur-Seine, Francie) byla významná americká avantgardní spisovatelka, básnířka, dramatička, libretistka a překladatelka židovského původu, od roku 1903 usazená v Paříži. Je známá svým literárním experimentováním, hodně pracovala s rýmem, rytmem a asociacemi zvuku. Proslula také svým společenským salonem, v němž se v meziválečném období scházeli přední umělci a literáti.

## Život

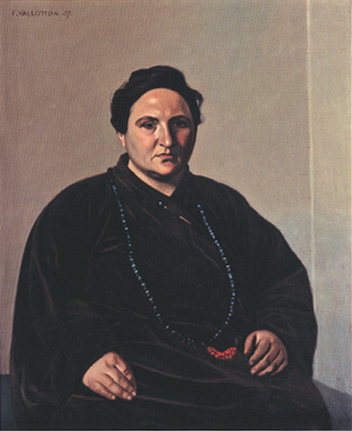
Félix Valloton, Portrét Gertrudy Steinové, 1907

Gertrude Steinová se narodila v Allegheny (dnešní Pittsburgh) v Pensylvánii jako nejmladší, páté dítě do dobře situované měšťanské rodiny původem bavorských Židů (přistěhovaných z Německa roku 1841). Od dětství byla vychována jako biligvní v němčině i angličtině. S rodiči brzy cestovala po Evropě, například do Vídně, pobývala v Passy u Paříže a vyrůstala v Kalifornii. Po smrti obou rodičů ji vychovával nejstarší bratr Michael Stein.
V letech 1893-1896 studovala biologii a filozofii na Radcliffe College, což byla tehdy ženská větev Harvardu. Na radu filozofa Williama Jamese, který jí řekl, že pro studium psychologie je potřebná znalost medicíny, se roku 1897 zapsala ke studiu psychologie a medicíny na Lékařskou fakultu Johns Hopkins University v Baltimore, která nedlouho předtím začala přijímat ženy. Ve třetím roce studia odmítla svoji mateřskou roli a medicínský pohled na ženské tělo. K těmto problémům se přidalo také její povědomí o vlastní homosexualitě. Opustila školu poté, co roku 1903 vyvolala skandál rukopisem svého prvního románu Q. E. D. (Quod erat demonstrandum – Co je nutné doložit), který byl vydán tiskem až po její smrti roku 1950.
V roce 1903 odjela do Paříže za svým bratrem Leem, významným výtvarným kritikem. Strávila tam většinu svého života, psala a překládala z angličtiny i němčiny. Kromě spisovatelských aktivit byla sběratelkou avantgardních děl výtvarného umění a provozovala také společenský salón ve svém domě číslo 27, v ulici Rue de Fleurus. Navštěvovali jej mnozí umělci první třetiny 20. století, pravidelnými návštěvníky byli například výtvarníci Pablo Picasso, Georges Braque, Juan Gris, Paul Cézanne, Riba-Rovira, Henri Matisse, po první světové válce také spisovatelé jako Ernest Hemingway, Sherwood Anderson nebo Francis Scott Fitzgerald.
V roce 1909 se seznámila se svou budoucí přítelkyní Alicí B. Toklasovou, se kterou od roku 1912 žila v nezávislém lesbickém vztahu. Alice Toklasová ve vztahu působila jako feminní element, zároveň i jako sekretářka a publikum. Mezi lety 1912 a 1925 se Steinová věnovala spíše kratším básním. Navzájem si psaly milostné až erotické verše, které byly zveřejněny až po jejich smrti. Tematizovaly v nich lesbickou sexualitu.
Steinová v průběhu obou světových válek projevila svůj humanismus a statečný občanský postoj. Za první světové války Steinová pracovala jako dobrovolnice ve francouzských nemocnicích. Během druhé světové války odjela Steinová s Toklasovou na venkov do Bilignenu, v roce 1944 se vrátily do Paříže. Zde se Steinová připojila k americkým vojákům a cestovala s nimi do Německa.

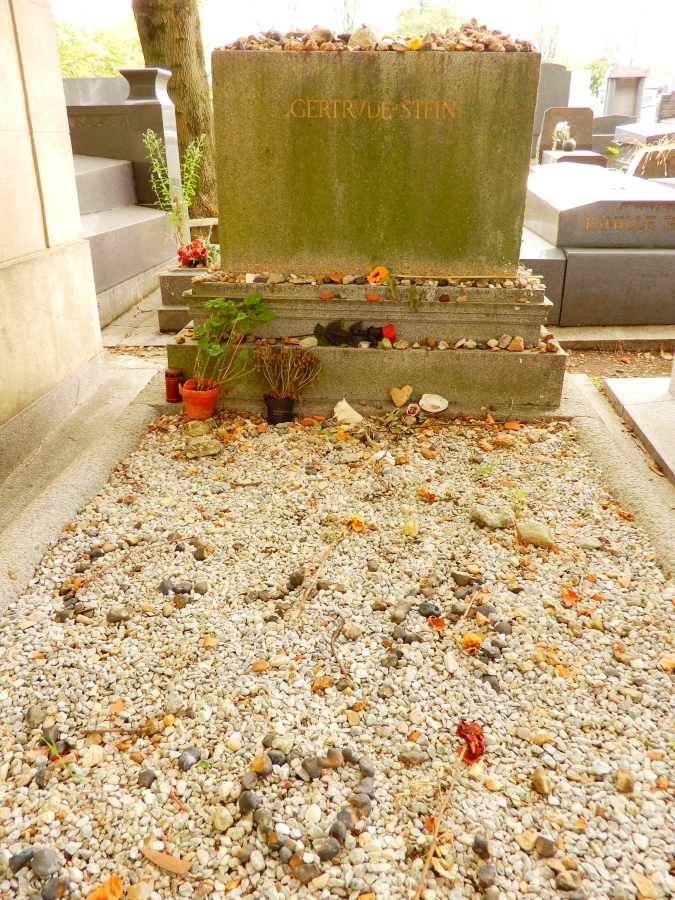
Hrob na hřbitově Père-Lachaise v Paříži

Zemřela v roce 1946 na rakovinu jako známá osobnost. Její význam vzrostl ve druhé vlně ženského hnutí, kdy byla v rámci poststrukturalistické kritiky doceněna její role inovátorky anglického jazyka.
| „                       | Má fanatických obdivovatelů jako hollywoodská filmová hvězda a tři generace mladých spisovatelů jí sedaly u nohou. Ovlivňovala je, aniž by je rozmazlovala. Ještě zaživa se stala legendou a je uctívána dokonce i ve své vlasti. | “ |
| — Carl van Vechten 1946 | |   |

Její strýc je americký fotograf David Bachrach, zakladatel společnosti Bachrach Studios, což je síť nejstarších nepřetržitě provozovaných fotografických studií na světě.

## Literární dílo
Věnovala se próze, poezii, dramatu i libretům. Patřila – stejně jako Virginia Woolfová – k první generaci spisovatelek klasické literární moderny. Proslavila se zejména svým experimentálním přístupem k literatuře a umění obecně. Kontroverznost jejích děl spočívala jak v obsahu, tak v jejich formální podobě.
Literární a umělecko-kritická tvorba Steinové byla velice vážená. Její příležitostné kritické poznámky dokázaly pomoci získat či ztratit uměleckou reputaci.
V autorčině tvorbě můžeme objevit silný vliv kubismu, např. v básnické sbírce Něžné knoflíky (Tender Buttons, 1914). Steinová kladla důraz na zvukovou a rytmickou stránku a také na zachycení určitého okamžiku vědomí, ve svých pracích se vždy snažila o rozboření zažitých představ o podobě a stavbě věty. „Próza Gertrudy Steinové je zacházením s řečí, jako Cézannův obraz je zacházením s barvami a tvary. Text je pro ni útvarem budovaným stejně svéstojně z materiálu řeči jako Cézannův či Picassův obraz z materiálů vizuálních,“ napsal o autorčině tvorbě Jindřich Chalupecký.
Dalšími charakteristikami jejího díla jsou mnohost významů a absence interpunkce. Její literární styl je hravý, založený na opakování a vtipu. Příkladem může být slovní hříčka z básně Sacred Emily (1913): „Rose is a rose is a rose is a rose.“ Respekt si získala rovněž svým mecenášstvím a schopností adekvátně glosovat nejrůznější situace; její glosy a poznámky jsou velice citované a známé.
Protože její knihy vycházely v malých nákladech a její styl nepodléhal mainstreamovému vkusu, její práce se těžko dostávaly k širšímu publiku. Nejznámější publikací je Vlastní životopis Alice B. Toklasové (The Autobiography of Alice B. Toklas, 1933), autorčin vlastní životopis pojmenovaný po její dlouholeté životní partnerce. Toto dílo se vyznačuje sdílnějším a srozumitelnějším jazykem. Možná i díky tomu se stalo bestsellerem a proslavilo dosud ryze avantgardní Gertrudu Steinovou i mezi širokou veřejností.
V češtině vyšel pouze zlomek autorčina díla: viz České překlady.

## Gender Studies
Experimentální používání jazyka a forem ve svých dílech označovala Gertrude Steinová za odmítnutí patriarchální literární tradice. Jak shrnuje Hana Ulmanová: „Slova chápala jako zcela samostatné jednotky a jejím cílem bylo zachytit zkušenost, která by nebyla zprostředkovaná kulturními koncepty a pojmy. Po celý život psala milostné lesbické básně, které právě proto, že vyjadřovaly společensky nepřijatelné city, pracovaly se složitými soukromými symboly, jejichž význam není ani dnes zjevný a musí se pečlivě dekódovat.“
Gertrude Steinová měla velice komplikovaný vztah k feminismu – nebyla jeho jasnou představitelkou, ale v některých jejích dílech se objevují názory, které mají k feminismu blízko. Steinová odmítla konvenční představy o ženství ve svém vlastním životě, nicméně často obhajovala tradiční role pro ostatní ženy. Hana Ulmanová tvrdí, že „místo Gertrude Steinové v kontextu světového písemnictví a ženského hnutí je více než půl století po její smrti nezpochybnitelné – vyzdvihuje se úmysl bourat konvence a současné feministky si cení jejího radikálního individualismu (i v bouřlivých 20. letech byla totiž třeskutou výjimkou).“

## Galerie
Kromě knih proslula Steinová svou soukromou galerií moderního umění, nashromážděnou zejména v letech 1904–1913. Sestavila ji spolu s bratrem Leem. Měla raná díla umělců, jako byli např. Pablo Picasso, Paul Cézanne, Georges Braque, Henri Matisse, Félix Valotton, Paul Gauguin či fotograf Carl van Vechten. Galerie ovlivnila vznik a atmosféru salónu a celého společenského i sociálního okruhu Steinové.

## České překlady
- Hodná Anna (The Good Anna), přeložila Hana Skoumalová, Praha: Československý spisovatel (1960)
- Tři životy (Three Lives: Stories of the Good Anna, Melanctha and the Gentle Lena), přeložila Hana Skoumalová, Praha: SNKLHU (1961)
- Vlastní životopis Alice B. Toklasové (Autobiography of Alice B. Toklas), přeložila Jiřina Hauková, Praha: Nakladatelství československých výtvarných umělců (1968)
- Křehké knoflíky (Tender Buttons), přeložil Jakub Valenta, Praha: Argo (2002)
- Mluvit a naslouchat (výbor z textů), přeložil Jiří Měsíc, Praha: Fra (2019)
- Svět je kulatý (The World Is Round), přeložil Robin Král, Praha: Pikola – Euromedia Group (2020)

## Vybraná bibliografie
- Three Lives. Stories Of The Good Anna, Melanctha And The Gentle Lena, 1909, česky Hodná Anna (1960), Tři životy (1960)
- Tender Buttons, 1914, česky Něžné knoflíky (2002)
- Objects Lie on Table, 1922
- Geography and Plays, 1922
- A List, 1923
- The Making of Americans, 1925
- Composition As Explanation, 1926
- A Book Concluding with as a Wife Has a Cow, 1926
- A Lyrical Opera Made by Two to Be Sung, 1928
- An Acquaintance with Description, 1929
- How to Write, 1931
- They Must Be Wedded, to Their Wife, 1931
- Say It with Flowers, 1931
- Matisse, Picasso And Gertrude Stein With Two Shorter Stories, 1933
- The Autobiography Of Alice B. Toklas, 1933
- Four Saints in Three Acts. An Opera to Be Sung, 1934
- Everybody's Autobiography, 1937
- A Wedding Banquet, 1938
- What Are Masterpieces, 1940
- The Stein Collect San Francisco version Page 260 n°203 – Portrait of Gertrude Stein by Riba-Rovira – Gertrude Stein collection.
- Seeing Gertrude Stein: five stories Page 163 n° 130 – Portrait of Gertrude Stein by Riba-Rovira – Gertrude Stein collection.
- Aventure des Stein: Cézanne, Matisse, Picasso ... page 349 fig. 41 – Portrait of Gertrude Stein by Riba-Rovira – Gertrude Stein collection.
- In a Garden. An Opera in One Act, 1951 (Music By Meyer Kupferman)
- Fernhurst, QED and Other Early Writings, 1971